# Leonard Fournette
(en) Statistiques sur pro-football-reference
Leonard Fournette III (né le 18 janvier 1995 à La Nouvelle-Orléans, Louisiane, est un joueur américain de football américain évoluant au poste de running back. Après trois saisons universitaires jouées pour les Tigers de LSU, il est choisi en 4e position par les Jaguars de Jacksonville lors de la draft 2017 de la NFL.

## Biographie

### Jeunesse
Né à La Nouvelle-Orléans, Louisiane, Leonard Fournette grandit dans sa ville natale où il devient un sportif accompli dans plusieurs sports, au football américain et en athlétisme. Il court en 10,68 secondes au 100 mètres et en 21,57 secondes au 200 mètres. Lors de ses années lycéennes, il inscrit 88 touchdowns à la course, ce qui lui vaut d'être recruté par les Tigers de LSU en 2014. Il est classé recrue numéro 1 par ESPN et le site Scout.com.

### Carrière universitaire
Lors de sa première saison universitaire avec les Tigers de LSU, Fournette fait face à une forte attente médiatique et commence sa saison doucement avant de monter en puissance. Lors de la dernière rencontre de sa première saison universitaire, il court pour 143 yards, inscrit deux touchdowns à la course et un autre sur un retour de coup de pied de 100 yards lors du Music City Bowl 2014.
Sa deuxième saison est la meilleure de sa carrière universitaire, Fournette finissant avec 1 953 yards à la course et 22 touchdowns. Il court pour 244 yards contre les Orange de Syracuse, 233 contre les Eagles d'Eastern Michigan puis 212 yards et cinq touchdowns contre les Red Raiders de Texas Tech lors du Texas Bowl 2015. Il termine sixième du trophée Heisman et est le meilleur coureur de la NCAA.
Blessé à la cheville lors d'une rencontre préparation à la saison 2016, Fournette se blesse de nouveau à cette même cheville en début de saison et doit manquer une rencontre. Il se blesse de nouveau contre les Tigers d'Auburn le 24 septembre malgré une performance à 101 yards. Le 22 octobre, pour son retour à la compétition, il court pour 284 yards et trois touchdowns contre les Rebels d'Ole Miss, battant le record de l'université. Toujours restreint par sa blessure, il manque de nouveau des rencontres en fin de saison, terminant la saison avec seulement 843 yards sur sa saison.
Le 5 décembre 2016, Fournette annonce son intention d'entrer à la draft 2017 de la NFL. Pour éviter toute blessure supplémentaire, il décide de manquer volontairement le Citrus Bowl 2016.

### Carrière professionnelle
Lors du NFL Scouting Combine 2017, Leonard Fournette court un sprint rapide pour un running back de son gabarit, mais manque de nombreuses épreuves.
| Taille  | Poids  | Bras    | Main    | Sprint   | Sprint   | Sprint   | Shuttle 20 yards | 3 cones drill | Détente   | Détente     | Développé couché | Test Wonderlic |
| Taille  | Poids  | Bras    | Main    | 40 yards | 10 yards | 20 yards | Shuttle 20 yards | 3 cones drill | verticale | horizontale | Développé couché | Test Wonderlic |
| Inconnu | 109 kg | Inconnu | Inconnu | 4,51 s   | Inconnu  | Inconnu  | Inconnu          | -             | 71,1 cm   | -           | -                | -              |

Avec le quatrième choix de la draft 2017 de la NFL, Leonard Fournette est sélectionné par les Jaguars de Jacksonville. Les Jaguars sont alors l'une des équipes qui marquent le moins de touchdowns à la course de la ligue. Troisième running back sélectionné par Jacksonville au premier tour après James Stewart et Fred Taylor, de nombreuses attentes sont placées en lui par son entraîneur Tom Coughlin et la franchise.
En novembre 2017, il est exclu de l'effectif avant une rencontre pour avoir manqué plusieurs rendez-vous dans la semaine avec l'équipe dont un entraînement et un soin. En janvier 2018, Fournette court pour 109 yards et trois touchdowns contre les Steelers de Pittsburgh dans la victoire 45 à 42 en phase finale. Avant la rencontre contre les Patriots de la Nouvelle-Angleterre, il est impliqué dans un accident de voiture dont il sort indemne. En août 2018, il demande à être retiré du jeu vidéo NFL Madden 2019 après avoir appris que sa note de vitesse dans le jeu est de 87. Après une saison débutant réussie, il s'attend à faire d'importants progrès dans sa deuxième année dans la ligue.
Au début de la saison 2018, Fournette manque beaucoup de temps de jeu. Touché à la cuisse droite dans la deuxième mi-temps de la rencontre d'ouverture, il est handicapé par cette blessure de nombreuses semaines. À son retour contre les Jets de New York fin septembre, il aggrave sa blessure. Pour son deuxième retour, il est suspendu par l'équipe pour une rencontre après avoir quitté le banc pour se bagarrer lors de la rencontre contre les Colts d'Indianapolis. Après cette suspension, les Jaguars l'informent que l'argent garanti restant sur son contrat n'est plus acquis, ce que le joueur conteste devant les instances de la ligue, nécessitant un arbitrage. L'équipe se plaint de son poids et la multiplication d'images du joueur embarrassant l'équipe, notamment des disputes avec les supporteurs, le pousse vers la sortie. Son régime alimentaire soulève des questions depuis le début de sa carrière professionnelle. En fin de saison, sans le banc pour une nouvelle blessure, il se fait remarquer par son attitude nonchalante sur le banc qui est vivement critiqué par les dirigeants de l'équipe.
Le 31 août 2020, il est libéré par les Jaguars après que l'équipe n'a pas réussi à l'échanger. Deux jours plus tard, il signe aux Buccaneers de Tampa Bay.

## Statistiques
| Année      | Équipe                  | MJ         |     | Courses | Courses | Courses | Courses |       | Passes réceptionnées | Passes réceptionnées | Passes réceptionnées | Passes réceptionnées |
| Année      | Équipe                  | MJ         | Nb. | Yards   | Moy.    | TD      | Nb.     | Yards | Moy.                 | TD                   |                      |                      |
| 2017       | Jaguars de Jacksonville | 13         | 268 | 1 040   | 3,9     | 9       | 36      | 302   | 8,4                  | 1                    |                      |                      |
| 2018       | Jaguars de Jacksonville | 8          | 133 | 439     | 3,3     | 5       | 22      | 185   | 8,4                  | 1                    |                      |                      |
| 2019       | Jaguars de Jacksonville | 15         | 265 | 1 152   | 4,5     | 3       | 76      | 522   | 6,9                  | 0                    |                      |                      |
| Totaux NFL | Totaux NFL              | Totaux NFL | 666 | 2 631   | 4,0     | 17      | 134     | 1 009 | 7,5                  | 2                    |                      |                      |